# Saint-Julien-de-Lampon
Saint-Julien-de-Lampon è un comune francese di 621 abitanti situato nel dipartimento della Dordogna nella regione della Nuova Aquitania.

## Società

### Evoluzione demografica
Abitanti censiti